# Férfi 4 × 100 méteres gyorsúszás a 2008. évi nyári olimpiai játékokon
A 2008. évi nyári olimpiai játékokon az úszás férfi 4 × 100 méteres gyorsváltó futamait augusztus 10. és 11. között rendezték meg a Pekingi Nemzeti Vízi Központban.

## Rekordok
A táblázat a selejtezők előtti rekordokat tartalmazza.
| Világcsúcs     | Egyesült Államok (USA) Michael Phelps (48,83) Neil Walker (47,89) Cullen Jones (47,96) Jason Lezak (47,78)               | 3:12,46 | Victoria, Kanada   | 2006. augusztus 19. |
| Olimpiai csúcs | Dél-afrikai Köztársaság (RSA) Roland Schoeman (48,17) Lyndon Ferns (48,13) Darian Townsend (48,96) Ryk Neethling (47,91) | 3:13,17 | Athén, Görögország | 2004. augusztus 15. |

## Előfutamok
| #  | Előfutam | Pálya | Ország                  | Versenyzők                                                                                       | Idő     | Megjegyzés |
| -- | -------- | ----- | ----------------------- | ------------------------------------------------------------------------------------------------ | ------- | ---------- |
| 1  | 1        | 4     | Egyesült Államok        | Nathan Adrian 48,82 Cullen Jones 47,61 Benjamin Wildman-Tobriner 48,03 Matt Grevers 47,77        | 3:12,23 | Q WR       |
| 2  | 2        | 4     | Franciaország           | Amaury Leveaux 47,76 OR Grégory Mallet 48,14 Boris Steimetz 49,83 Frederick Bousquet 46,63       | 3:12,36 | Q ER       |
| 3  | 1        | 5     | Ausztrália              | Andrew Lauterstein 48,68 Leith Brodie 48,42 Patrick Murphy 48,09 Matt Targett 47,22              | 3:12,41 | Q OC CR    |
| 4  | 2        | 5     | Olaszország             | Alessandro Calvi 48,58 Christian Galenda 47,67 Michele Santucci 49,56 Filippo Magnini 46,84      | 3:12,65 | Q          |
| 5  | 1        | 3     | Svédország              | Stefan Nystrand 48,31 Petter Stymne 48,41 Lars Frolander 48,35 Jonas Persson 47,66               | 3:12,73 | Q          |
| 6  | 2        | 3     | Dél-afrikai Köztársaság | Lyndon Ferns 48,20 Roland Schoeman 48,85 Ryk Neethling 48,51 Darian Townsend 47,50               | 3:13,06 | Q AF       |
| 7  | 1        | 2     | Kanada                  | Brent Hayden 48,28 Joel Greenshields 48,06 Rick Say 49,11 Colin Russell 48,23                    | 3:13,68 | Q          |
| 8  | 2        | 1     | Egyesült Királyság      | Simon Burnett 48,20 NR Adam Brown 48,43 Benjamin Hockin 48,55 Ross Davenport 48,51               | 3:13,69 | Q NR       |
| 9  | 2        | 6     | Oroszország             | Jevgenyij Lagunov 48,45 Andrej Grecsin 48,08 Andrej Kapralov 49,07 Szergej Feszikov 48,47        | 3:14,07 |            |
| 10 | 1        | 6     | Hollandia               | Mitja Zastrow 49,40 Pieter van den Hoogenband 47,17 Bas van Velthoven 49,08 Robert Lijesen 49,25 | 3:14,90 |            |
| 11 | 1        | 7     | Új-Zéland               | Mark Herring 49,73 Cam Gibson 48,07 Willy Benson 48,65 Orinoco Faamausili-Banse-Prince 48,96     | 3:15,41 |            |
| 12 | 2        | 7     | Kína                    | Csen Co 49,16 Huang Sao-hua 48,83 Lü Cse-vu 48,72 Caj Li 49,45                                   | 3:16,16 | AS         |
| 13 | 2        | 8     | Svájc                   | Dominik Meichtry 48,96 Karel Novy 48,60 Flori Lang 49,34 Adrien Perez 49,90                      | 3:16,80 |            |
| 14 | 1        | 8     | Japán                   | Fudzsii Takuró 49,15 Szató Hiszajosi 48,92 Kisida Maszajuki 50,00 Okumura Josihiro 49,21         | 3:17,28 |            |
| 15 | 1        | 1     | Németország             | Steffen Deibler 49,61 Jens Schreiber 49,58 Benjamin Starke 49,65 Paul Biedermann 49,15           | 3:17,99 |            |
| 16 | 2        | 2     | Brazília                | César Cielo Filho 47,91 Rodrigo Castro 49,23 Fernando Silva 49,53 Nicolas Oliveira               | DSQ     |            |

## Döntő
| # | Pálya | Ország                  | Versenyzők | Idő     | Megjegyzés |
| - | ----- | ----------------------- | --- | ------- | ---------- |
|   | 4     | Egyesült Államok        | Michael Phelps (47,51 NR) Garrett Weber-Gale (47,02) Cullen Jones (47,65) Jason Lezak (46,06) Nathan Adrian* Matt Grevers* Benjamin Wildman-Tobriner* | 3:08,24 | WR         |
|   | 5     | Franciaország           | Amaury Leveaux (47,91) Fabien Gilot (47,05) Frederick Bousquet (46,63) Alain Bernard (46,73) Grégory Mallet* Boris Steimetz*                          | 3:08,32 | ER         |
|   | 3     | Ausztrália              | Eamon Sullivan (47,24 WR) Andrew Lauterstein (47,87) Ashley Callus (47,55) Matt Targett (47,25) Leith Brodie* Patrick Murphy*                         | 3:09,91 | OC         |
| 4 | 6     | Olaszország             | Alessandro Calvi (48,49) Christian Galenda (47,49) Marco Belotti (48,23) Filippo Magnini (47,27)                                                      | 3:11,48 | NR         |
| 5 | 2     | Svédország              | Petter Stymne (49,17) Lars Frölander (48,02) Stefan Nystrand (47,25) Jonas Persson (47,48)                                                            | 3:11,92 | NR         |
| 6 | 1     | Kanada                  | Brent Hayden (47,56) Joel Greenshields (47,77) Colin Russell (48,49) Rick Say (48,44)                                                                 | 3:12,26 | NR         |
| 7 | 7     | Dél-afrikai Köztársaság | Lyndon Ferns (48,15) Darian Townsend (48,11) Roland Schoeman (48,32) Ryk Neethling (48,08)                                                            | 3:12,66 | AF         |
| 8 | 8     | Egyesült Királyság      | Simon Burnett (48,34) Adam Brown (47,75) Benjamin Hockin (48,50) Ross Davenport (48,28)                                                               | 3:12,87 | NR         |

* Csak az előfutamokon vett részt, de éremben részesült.
- Q = Döntőbe jutott
- DSQ = Kizárva
- WR = VilágcsúcsWorld Record
- OR = Olimpiai csúcs
- AF = Afrika-csúcs
- AS = Ázsia-csúcs
- ER = Európa-csúcs
- OC = Csendes-óceáni csúcs
- CR = Commonwealth Record, NR = National Record